# Vurstusbacken
Vurstusbacken är ett naturreservat i Nyköpings kommun i Södermanlands län.
Området är naturskyddat sedan 2007 och är 11 hektar stort. Reservatet består av odlad mark, ädellövskog och lövblandad barrskog